# Bitchin'
Bitchin' è il settimo album della rock band statunitense The Donnas, pubblicato nel 2007 dalla loro nuova etichetta Purple Feather Records e distribuito dalla RedEye Distribution. È stato il primo disco dopo l'esperienza con l'Atlantic Records ed è stato prodotto da Jay Ruston (Polyphonic Spree, Metal Skool, Meatloaf) e naturalmente dalle Donnas.
La bonus track disponibile su iTunes, New Kid in School è stata inclusa nel gioco Rock Band 2.

## Tracce
1. Bitchin' - 2:09
2. Don't Wait Up for Me - 3:27
3. Wasted (Holly Knight, The Donnas) - 3:29
4. What Do I Have to Do - 3:07
5. Save Me - 3:14
6. Like an Animal - 2:42
7. Here for the Party (Holly Knight, The Donnas) - 2:54
8. Better off Dancing - 3:21
9. Love You Till It Hurts  3:32
10. Smoke You Out - 3:22
11. Girl Talk - 3:14
12. Give Me What I Want - 3:13
13. Tonight's Alright - 3:16
14. When the Show Is Over 3:43

### Bonus Tracks
1. Randi (Bonus Track scaricabile dal sito della Wal-Mart) - 2:39
2. The Safety Dance (Bonus Track per il vinile) (Ivan Doroschuk) - 2:26
3. We Own the Night (Bonus Track Regno Unito) - 2:49
4. Can't Keep It a Secret (Bonus Track giapponese) - 2:52
5. New Kid in School (iTunes Bonus Track) - 3:36
6. She's Out of Control (Traccia inedita) - 2:33

## Formazione
- Brett Anderson – voce principale
- Allison Robertson – chitarra, voce d'accompagnamento
- Maya Ford – basso, voce d'accompagnamento
- Torry Castellano – batteria, percussioni, voce d'accompagnamento

### Altri musicisti
- Joey Minkes – arpa nella canzone Here for the Party